# サヴィニャ地方
サヴィニャ地方

(スロベニア語: Savinjska statistična regija)は、スロベニアで統計上用いられる地方区画 (Statistical regions of Slovenia) のひとつ。伝統的な地方区分では、シュタイエルスカ地方の一部にあたる。最大都市はツェリェ。サヴィニャ川が名前の由来である。

## 統計上の特徴
2013年にはこの地方は1.27億ユーロ以上を環境保護に投資した。
同年、この地方では14%の企業が誕生し、8%が倒産した。1.1万以上の農場が有り、これはドラヴァ地方に次いで多く国内の15%に相当する。
スロベニアへの観光客の11.1%がこの地方で宿泊する。これはスロベニアで宿泊する観光客の15%に当たる。この地方での平均宿泊日数は4泊である。

## 自治体
サビンジャ地方は31の自治体から成る。

その内2012年の人口が1万人以上であったのは以下の6市である。
- ツェリェ：4.87万人
- ジャレツ：2.15万人
- シェントユル・プリ・ツェリュ：1.9万人
- スロヴェンスケ・コニツェ：1.45万人
- ラーシュコ：1.35万人
- シュマリェ・プリ・イェルシャフ：1.03万人

## 経済
- 第一次産業：2.6%
- 第二次産業：45.6%
- 第三次産業：51.8%

## 観光
スロベニアへの観光客の10.4%がこの地方を訪れる。

その内52.8%がスロベニア人である。

## 交通
- 高速道路:64.8km
- その他の道路:5754.3km